# Felix Vierhaus
Felix Vierhaus (* 1850 in Köln; † 14. Oktober 1917 in Breslau) war ein deutscher Jurist.

## Leben
Vierhaus, dessen Vater Friedrich Wilhelm Otto Herrmann Vierhaus zwischen 1879 und 1887 ebenfalls Präsident des Oberlandesgerichts Kiel war, begann ein Studium der Rechtswissenschaften an der Rheinischen Friedrich-Wilhelms-Universität Bonn und setzte dieses an der Ruprecht-Karls-Universität Heidelberg, der Universität Leipzig sowie der Friedrich-Wilhelms-Universität zu Berlin fort. Vierhaus legte seine Promotion zum Doktor der Rechte ab und trat 1870 in den Justizdienst von Preußen. 1875 wurde er Gerichtsassessor sowie 1876 Kreisrichter in Kassel. 1879 wechselte er zum Landgericht Hannover sowie 1883 nach Berlin, wo 1885 als Regierungsrat Hilfsarbeiter im Reichsjustizamt wurde.
1887 wurde Vierhaus Oberlandesgerichtsrat am Oberlandesgericht Kassel und 1891 Vortragender Rat im Preußischen Justizministerium, wo 1894 seine Beförderung zum Geheimen Oberjustizrat erfolgte. Als solcher wurde er 1895 auch Mitglied der Justizprüfungskommission sowie 1901 Honorarprofessor an der Friedrich-Wilhelms-Universität zu Berlin sowie 1904 Honorarprofessor an der Christian-Albrechts-Universität zu Kiel. 1904 löste er Max Beseler als Präsident des Oberlandesgericht Kiel ab, wurde er aber bereits 1905 von Peter Spahn abgelöst. Er selbst wurde 1905 wieder Geheimer Oberjustizrat und wiederum als Nachfolger von Max Beseler Präsident des Oberlandesgericht Breslau. Diesen Posten bekleidete Vierhaus, der mit Max Schultzenstein auch Herausgeber der von Hermann Busch gegründeten Zeitschrift für deutschen Zivilprozess und das Verfahren in Angelegenheiten der freiwilligen Gerichtsbarkeit war, bis zu seinem Tode am 14. Oktober 1917. Sein Nachfolger wurde 1918 Max Witte.